# Signetics
 Signetics , és una de les majors empreses del món dedicada a la creació de semiconductors. Fabrica una important varietat de dispositius, incloent-hi circuits integrats, transistors, circuits Dolby, memòries i circuits analògics, CPU, etc.
Fundada el 1961 per David Allison, David James, Lionel Kattner, Mark Weissenstern (procedents de Fairchild Semiconductor), i altres. Signetics és la primera companyia fundada per fabricar exclusivament circuits integrats. Fins llavors tots els fabricants de circuits integrats havien començat fabricant transistors discrets.
Va tenir gran èxit amb la seva lògica DTL, en competència amb Fairchild.
Va ser la primera companyia a comercialitzar PLL's integrats.
Rondant 1971, la Signetics Corporation introduir el circuit 555-timer. Va ser anomenat "The IC Time Machine". Va ser el primer i únic IC temporitzador disponible en aquest temps.
El 1975 Signetics va ser comprada per Philips, per introduir-se en la fabricació de circuits integrats. Philips va continuar l'ús de Signetics com a marca fins al 1992.
En aquest moment Signetics mantenia un ampli catàleg de productes, tant digitals com analògics, incloent-hi lògica estàndard TTL, CMOS i ECL. Memòries TTL, ECL i mos. Microprocessadors NMOS (el 2.650) i TTL (8x300, 8X305).
La companyia coreana "Young Poong Electronics Corporation" va adquirir Signetics l'any 2000 com a major accionista.
Va començar les seves activitats entre 1960 i 1961. El nom deriva de  Signal NETwork Integrated Circuits  (Circuits Integrats de Senyal de Xarxes).